# ポストドクター等一万人支援計画
ポストドクター等一万人支援計画（ポストドクターとういちまんにんしえんけいかく）は、文部科学省が1996年度（平成8年度）から2000年度（平成12年度）の5年計画として策定した施策。「ポスドク一万人計画」とも略称される。研究の世界で競争的環境下に置かれる博士号取得者を一万人創出するための期限付き雇用資金を大学等の研究機関に配布したもの。科学技術基本法に基づき、第1期科学技術基本計画の一部として定められた。

## 制定された経緯
その背景には当時基礎研究に資金をあまり投入してこなかった日本政府に対し、アメリカからの年次要望書の中に日本も基礎研究にもっと資金を投入すべきとの議論があったことが理由の一つと言われている。1994年（平成6年）頃から主要なメディアにおいて、増えすぎたオーバードクターを雇用するための救済策と解説されるようになった。1997年当時は平成9年2月21日付け朝日新聞の「増加する大学院生」という記事など、大学院生の増加に関する議論が多く、過剰ポスドクの問題が指摘され始めたのは2001年（平成13年）頃から。AERAの「さまようポスドク一万人」などの記事がある。